# Rallye Deutschland 2012

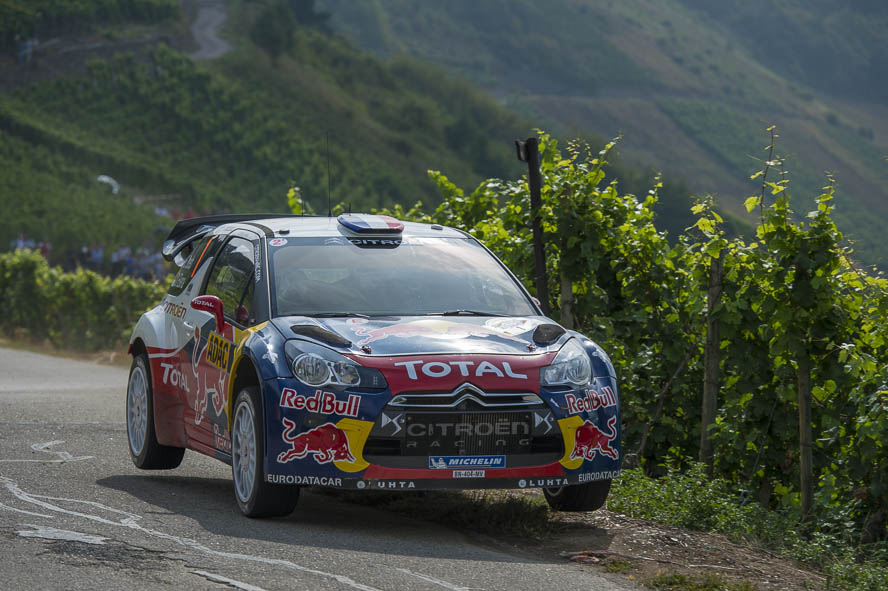
Sébastien Loeb und Daniel Elena im Citroën DS3 WRC bei der Rallye Deutschland 2012

Die 30. Rallye Deutschland war der 9. von 13 FIA-Weltmeisterschaftsläufen 2012. Die Rallye bestand aus 15 Wertungsprüfungen und wurde zwischen dem 24. und dem 26. August gefahren.

## Berichte

### 1. Tag (Freitag, 24. August)
Am ersten Vormittag der Rallye Deutschland fuhr Sébastien Loeb (Citroën) der Konkurrenz davon. Erster Verfolger war Petter Solberg, der nach drei Wertungsprüfungen 13,1 Sekunden hinten lag. Am Nachmittag machte Jari-Matti Latvala (Ford) Druck und überholte Teamkollege Solberg. Auf dem vierten Rang folgte Thierry Neuville (Citroën), der etwas Zeit verlor wegen des brennenden Autos von Martin Prokop (Ford). Neuville verpasste dadurch eine Abzweigung. Das Auto von Prokop brannte völlig aus.

### 2. Tag (Samstag, 25. August)
Latvala und Loeb lieferten sich auf den WPs Arena Panzerplatte 1 und 2 packende Duelle. Loeb gewann beide Wertungsprüfungen aber Latvala war dem Weltmeister bei diesen Prüfungen immer dicht auf den Fersen. Latvala hatte allerdings im Gesamtklassement schon über 1,30 Minuten Rückstand. Solberg, auf dem 2. Rang bis dahin, rutschte von der Strecke, was ein kaputtes Hinterrad nach sich zog und einen Ausfall. Ott Tänak (Ford) gewann die 10.–11. Wertungsprüfung und war im Gesamtklassement auf dem neunten Rang.

### 3. Tag (Sonntag, 26. August)
Sébastien Loeb fuhr am Sonntag dem sicheren Sieg entgegen und gewann auch die letzte Wertungsprüfung auf dem Circus Maximus in Trier. Insgesamt gewann Loeb die Rallye Deutschland zum neunten Mal und machte einen weiteren Schritt in Richtung Titelverteidigung. Zitat Loeb: „Es war ein fast perfektes Wochenende und es war nicht einfach, Fehler zu vermeiden.“

## Klassifikationen

### Endresultat
| Rang   | Fahrer              | Beifahrer            | Auto                          | Zeit      | Rückstand | Punkte + Power-Stage |
| WRC    | WRC                 | WRC                  | WRC                           | WRC       | WRC       | WRC                  |
| ------ | ------------------- | -------------------- | ----------------------------- | --------- | --------- | -------------------- |
| 1      | Sébastien Loeb      | Daniel Elena         | Citroën DS3 WRC               | 3:41:52.4 | 00:00.0   | 25 + 3               |
| 2      | Jari-Matti Latvala  | Mikka Antilla        | Ford Fiesta RS WRC            | 3:43:52.5 | 02:00.1   | 18                   |
| 3      | Mikko Hirvonen      | Jarmo Lehtinen       | Citroën DS3 WRC               | 3:44:23.8 | 02:31.4   | 15 + 2               |
| 4      | Mads Østberg        | Jonas Andersson      | Ford Fiesta RS WRC            | 3:45:16.8 | 03:24.4   | 12                   |
| 5      | Chris Atkinson      | Stéphane Prevot      | Mini John Cooper Works WRC    | 3:51:02.8 | 09:10.4   | 10                   |
| 6      | Sébastien Ogier     | Julien Ingrassia     | Škoda Fabia S2000             | 3:51:43.2 | 09:50.8   | 8                    |
| 7      | Andreas Mikkelsen   | Ola Fløene           | Škoda Fabia S2000             | 3:54:15.1 | 12:22.7   | 7 + 1                |
| 8      | Nasser Al-Attiyah   | Giovanni Bernacchini | Citroën DS3 WRC               | 3:54:42.8 | 12:50.4   | 4                    |
| 9      | Dani Sordo          | Carlos del Barrio    | Mini John Cooper Works WRC    | 3:56:09.7 | 14:17.3   | 2                    |
| 10     | Mathieu Arzeno      | Renaud Jamoul        | Peugeot 207 S2000             | 3:57:12.1 | 15:20.1   | 1                    |
| PWRC   |                     |                      |                               |           |           |                      |
| 1 (13) | Michał Kościuszko   | Maciej Szczepaniak   | Mitsubishi Lancer Evolution X | 4:08:35.4 | 00:00.0   | 25                   |
| 2 (16) | Benito Guerra       | Borja Rozada         | Mitsubishi Lancer Evolution X | 4:10:35.9 | 02:00.5   | 18                   |
| 3 (19) | Marcos Ligato       | Rubén García         | Subaru Impreza WRX STI        | 4:18:37.2 | 10:01.8   | 15                   |
| 4 (22) | Ricardo Triviño     | Àlex Haro            | Subaru Impreza WRX STI        | 4:24:10.5 | 15:35.1   | 12                   |
| 5 (24) | Nicolás Fuchs       | Fernando Mussano     | Subaru Impreza WRX STI        | 4:26:19.0 | 17:43.6   | 10                   |
| 6 (28) | Subhan Aksa         | Jeff Judd            | Mitsubishi Lancer Evolution X | 4:35:35.0 | 23:59.6   | 8                    |
| JWRC   |                     |                      |                               |           |           |                      |
| 1      | Elfyn Evans         | Philip Pugh          | Ford Fiesta R2                | 1:34:34.2 | 0:00.0    | 25                   |
| 2      | José Antonio Suárez | Cándido Carrera      | Ford Fiesta R2                | 1:34:44.1 | 0:09.9    | 18                   |
| 3      | Brendan Reeves      | Rhianon Smyth        | Ford Fiesta R2                | 1:35:29.3 | 0:55.1    | 15                   |
| 4      | Alastair Fisher     | Daniel Barritt       | Ford Fiesta R2                | 1:36:05.3 | 1:31.1    | 12                   |
| 5      | John MacCrone       | Stuart Loudon        | Ford Fiesta R2                | 1:36:07.6 | 1:33.4    | 10                   |
| 6      | Timo van der Marel  | Erwin Berkhof        | Ford Fiesta R2                | 1:36:30.9 | 1:56.7    | 8                    |

### Wertungsprüfungen
| Tag                                     | WP                                 | Name          | Länge    | Start MESZ     | Gewinner           | Beifahrer                  | Auto               | Zeit    | Ø km/h | Leader         |
| --------------------------------------- | ---------------------------------- | ------------- | -------- | -------------- | ------------------ | -------------------------- | ------------------ | ------- | ------ | -------------- |
| Tag 1 (24. Aug.)                        | WP1                                | Mittelmosel 1 | 24,90 km | 10:48          | Sébastien Loeb     | Daniel Elena               | Citroën DS3 WRC    | 14:42.9 | 101,53 | Sébastien Loeb |
| Tag 1 (24. Aug.)                        | WP2                                | Moselland 1   | 22,79 km | 11:36          | Sébastien Loeb     | Daniel Elena               | Citroën DS3 WRC    | 14:19.7 | 95,43  | Sébastien Loeb |
| Tag 1 (24. Aug.)                        | WP3                                | Grafschaft 1  | 21,23 km | 12:29          | Sébastien Loeb     | Daniel Elena               | Citroën DS3 WRC    | 12:19.5 | 103,35 | Sébastien Loeb |
| Tag 1 (24. Aug.)                        | Service Trier, 14:59 Uhr (30 Min.) |               |          |                |                    |                            |                    |         |        | Sébastien Loeb |
| Tag 1 (24. Aug.)                        | WP4                                | Mittelmosel 2 | 24,90 km | 16:17          | Jari-Matti Latvala | Mikka Antilla              | Ford Fiesta RS WRC | 14:31.7 | 102,83 | Sébastien Loeb |
| Tag 1 (24. Aug.)                        | WP5                                | Moselland 2   | 22,79 km | 17:05          | Sébastien Loeb     | Daniel Elena               | Citroën DS3 WRC    | 14:09.9 | 96,53  | Sébastien Loeb |
| Tag 1 (24. Aug.)                        | WP6                                | Grafschaft 2  | 21,23 km | 17:58          | Jari-Matti Latvala | Mikka Antilla              | Ford Fiesta RS WRC | 12:12.2 | 104,38 | Sébastien Loeb |
| Tag 1 (24. Aug.)                        | Service Trier, 19:28 Uhr (45 Min.) |               |          |                |                    |                            |                    |         |        | Sébastien Loeb |
| Tag 2 (25. Aug.)                        |                                    |               |          |                |                    |                            |                    |         |        | Sébastien Loeb |
| Service Trier, 07:10 Uhr (15 Min.)      |                                    |               |          |                |                    |                            |                    |         |        | Sébastien Loeb |
| WP7                                     | Stein and Wein 1                   | 26,54 km      | 07:58    | Sébastien Loeb | Daniel Elena       | Citroën DS3 WRC            | 15:25.2            | 103,27  |        | Sébastien Loeb |
| WP8                                     | Peterberg 1                        | 9,37 km       | 09:01    | Dani Sordo     | Carlos del Barrio  | Mini John Cooper Works WRC | 05:51.3            | 96,02   |        | Sébastien Loeb |
| Service Birkenfeld, 09:54 Uhr (15 Min.) |                                    |               |          |                |                    |                            |                    |         |        | Sébastien Loeb |
| WP9                                     | Arena Panzerplatte 1               | 46,54 km      | 10:57    | Sébastien Loeb | Daniel Elena       | Citroën DS3 WRC            | 27:31.9            | 101,43  |        | Sébastien Loeb |
| Service Trier, 13:40 Uhr (30 Min.)      |                                    |               |          |                |                    |                            |                    |         |        | Sébastien Loeb |
| WP10                                    | Stein and Wein 2                   | 26,54 km      | 14:48    | Ott Tänak      | Kuldar Sikk        | Ford Fiesta RS WRC         | 15:12.1            | 104,75  |        | Sébastien Loeb |
| WP11                                    | Peterberg 2                        | 9,37 km       | 15:51    | Ott Tänak      | Kuldar Sikk        | Ford Fiesta RS WRC         | 05:31.5            | 101,76  |        | Sébastien Loeb |
| Service Birkenfeld, 16:39 Uhr (15 Min.) |                                    |               |          |                |                    |                            |                    |         |        | Sébastien Loeb |
| WP12                                    | Arena Panzerplatte 2               | 46,54 km      | 17:47    | Sébastien Loeb | Daniel Elena       | Citroën DS3 WRC            | 26:54.0            | 103,80  |        | Sébastien Loeb |
| Service Trier, 19:37 Uhr (45 Min.)      |                                    |               |          |                |                    |                            |                    |         |        | Sébastien Loeb |
| Tag 3 (26. Aug.)                        |                                    |               |          |                |                    |                            |                    |         |        | Sébastien Loeb |
| Service Trier, 08:10 Uhr (15 Min.)      |                                    |               |          |                |                    |                            |                    |         |        | Sébastien Loeb |
| WP13                                    | Dhrontal 1                         | 30,76 km      | 09:13    | Sébastien Loeb | Daniel Elena       | Citroën DS3 WRC            | 19:45.6            | 93,44   |        | Sébastien Loeb |
| WP14                                    | Dhrontal 2                         | 30,76 km      | 11:36    | Petter Solberg | Chris Patterson    | Ford Fiesta RS WRC         | 19:40.3            | 93,84   |        | Sébastien Loeb |
| WP15                                    | Circus Maximus Trier (Power-Stage) | 4,37 km       | 13:21    | Sébastien Loeb | Daniel Elena       | Citroën DS3 WRC            | 03:24.8            | 77,11   |        | Sébastien Loeb |
| Service Trier, 13:39 Uhr (10 Min.)      |                                    |               |          |                |                    |                            |                    |         |        | Sébastien Loeb |

### Gewinner Wertungsprüfungen
| WP                       | Anzahl | Fahrer             | Auto                       |
| ------------------------ | ------ | ------------------ | -------------------------- |
| 1–3, 5, 7, 9, 12, 13, 15 | 9      | Sébastien Loeb     | Citroën DS3 WRC            |
| 4, 6                     | 2      | Jari-Matti Latvala | Ford Fiesta RS WRC         |
| 10, 11                   | 2      | Ott Tänak          | Ford Fiesta RS WRC         |
| 14                       | 1      | Petter Solberg     | Ford Fiesta RS WRC         |
| 8                        | 1      | Dani Sordo         | Mini John Cooper Works WRC |

### Fahrer-WM nach der Rallye
| Pos. | Fahrer             | Punkte |
| ---- | ------------------ | ------ |
| 1    | Sébastien Loeb     | 199    |
| 2    | Mikko Hirvonen     | 145    |
| 3    | Petter Solberg     | 104    |
| 4    | Mads Østberg       | 102    |
| 5    | Jari-Matti Latvala | 87     |

### Team-Weltmeisterschaft
| Pos. | Team             | Punkte |
| ---- | ---------------- | ------ |
| 1    | Citroën WRT      | 320    |
| 2    | Ford WRT         | 197    |
| 3    | M-Sport Ford WRT | 115    |